# 馬玩
馬玩（？－212年），東漢末年將領。

## 生平
獻帝建安十六年（211年）與馬超、韓遂、侯選等關中諸將一起反叛曹操，共有十一路聯軍，聚眾十萬，後皆在潼關之戰為曹操所敗。
歷史記載：馬玩，關中將領，擁兵割據一方。東漢獻帝建安十六年（211年）馬玩聯合馬超、韓遂、侯選、程銀、李堪、張橫、梁興、楊秋、成宜共十部勢力起兵反抗曹操，被擊敗。

## 藝術形象

### 小說
《三國演義》內作為韓遂手下八部兵馬將領之一，同馬超、韓遂一起起兵反抗曹操。後馬超中曹操離間之計，與韓遂火併，馬玩等五將步戰圍攻馬超，不能取勝。他和韓遂、侯選、李堪、梁興、楊秋等一起參與密謀降曹，卻被馬超發現，他和梁興被馬超砍死。

## 评价
- 陈琳：“近者关中诸将，复相合聚，续为叛乱，阻二华，据河渭，驱率羌胡，齐锋东向，气高志远，似若无敌。”